# Procureur (recht)
Een procureur is letterlijk iemand die de zaken van een ander waarneemt. De titel wordt in Nederland en België verschillend ingevuld.
- In Nederland was tot 1 september 2008 de procureur de officiële procesvertegenwoordiger van een partij in een rechtszaak. Dit was doorgaans een advocaat.
- In België is de procureur des Konings een magistraat van het Openbaar Ministerie, de openbaar aanklager.